# Résolution 786 du Conseil de sécurité des Nations unies
Membres permanents
- Chine
- États-Unis
- France
- Royaume-Uni
- Russie

Membres non permanents
- Autriche
- Belgique
- Cap-Vert
- Équateur
- Hongrie
- Inde
- Japon
- Maroc
- Venezuela
- Zimbabwe

Résolution no 788 Résolution no 790
La résolution 786 du Conseil de sécurité des Nations unies, adoptée à l'unanimité le 10 novembre 1992, après avoir réaffirmé la résolution 781 (1992), a approuvé une recommandation du secrétaire général Boutros Boutros-Ghali visant à accroître les effectifs de la Force de protection des Nations unies (FORPRONU) en Bosnie-Herzégovine par 75 observateurs pour surveiller l'interdiction des vols militaires au-dessus du pays. 
La résolution a réaffirmé la zone d'exclusion aérienne relative aux vols militaires au-dessus de la Bosnie-Herzégovine et s'est félicitée du déploiement anticipé d'observateurs de la FORPRONU et de la Mission de surveillance de la Communauté européenne sur les aérodromes de Bosnie-Herzégovine, de Croatie et de la république fédérale de Yougoslavie (Serbie-et-Monténégro). Elle a appelé toutes les parties concernées et les gouvernements à coopérer avec la Force des Nations unies, leur demandant d'adresser toutes les demandes d'autorisations de tous les vols relatifs à la FORPRONU et à l'assistance humanitaire à ladite Force.
Le Conseil a également réitéré sa détermination à examiner toutes les violations de la zone d'exclusion aérienne, notant qu'il envisagerait d'autres mesures si nécessaire.

## Voir également
- Dislocation de la Yougoslavie
- Guerre de Bosnie-Herzégovine
- Guerres de Yougoslavie